# Hugo Keenan

a Compétitions nationales et continentales officielles uniquement.

b Matchs officiels uniquement.
Dernière mise à jour le 4 août 2025.
Hugo Keenan, né le 18 juin 1996 à Dublin (Irlande), est un joueur international irlandais de rugby à XV. Il joue au poste d'ailier au Leinster Rugby en United Rugby Championship depuis 2018.

## Biographie

### Jeunesse et formation
Keenan étudie au lycée au Blackrock College (en), à Dublin. Déjà à l'époque il s'illustre par sa pratique rubystique, remportant notamment le tournoi des écoles du Leinster en 2014, marquant un essai en finale,.

### Carrière en club
Il fait ses débuts avec l'équipe du Leinster lors de la saison 2016-2017, jouant notamment tous les matchs de British and Irish Cup et faisant ses débuts en Pro12 en entrant en jeu contre les Zebre le 5 novembre 2016,.
Alternant dans un premiers temps entre son parcours professionnel et sa carrière internationale à sept, Keenan s'impose comme un élément central du Leinster à partir de la saison 2019-2020,.
En 2021-2022, sa province, le Leinster, se qualifie dans un premier temps en finale de la Coupe d'Europe après avoir éliminé le Connacht, Leicester et le Stade toulousain. En finale, face au Stade rochelais, il est titulaire mais son équipe est battue sur le score de 21 à 24. En United Rugby Championship, le Leinster est éliminé en demi-finale par l'équipe sud-africaine des Bulls.
Encore une fois en 2022-2023, son équipe est dans un premier temps éliminée en demi-finale du United Rugby Championship par le Munster qui remportera la compétition. Toutefois, la province se qualifie en finale de la Champions Cup où elle affronte le Stade rochelais pour la seconde année consécutive. Pour cette rencontre, Hugo Keenan est titulaire mais les Rochelais l'emportent une fois de plus, sur le score de 27 à 26. Il perd ainsi sa deuxième finale dans la compétition en deux ans,.
Durant la saison 2024-2025, il remporte la finale du United Rugby Championship en battant les Sud-Africains des Bulls sur le score de 32 à 7. Il s'agit du premier titre gagné par le Leinster depuis 2021, après de nombreuses finales perdues.

### Carrière en sélection
Keenan est international avec l'équipe d'Irlande des moins de 20 ans, prenant part au Tournoi des Six Nations 2016 puis au Championnat du monde 2016, s'illustrant notamment lors de la victoire surprise des irlandais contre la Nouvelle-Zélande,,.
En 2017, Keenan rejoint la sélection irlandaise de rugby à sept, équipe alors en plein essor dans le panorama du rugby à sept mondial,. Il fait notamment partie de l'équipe d'Irlande à sept lors du Seven's Grand Prix Series 2017. Il marque plusieurs essais lors du titre de l'Irlande aux Moscou Sevens 2017, dont un crucial lors de la victoire 28-21 de l'Irlande en demi-finale contre la Russie.
Keenan fait ses débuts pour l'équipe d'Irlande le 24 octobre 2020 lors d'un match des Six Nations contre l'Italie, où il est titularisé à l'aile, et marque deux essais à l'occasion de cette victoire sur le score de 50 à 17.
Il est sélectionné pour le Tournoi des Six Nations 2022, durant lequel il joue quatre des cinq matchs de son pays et inscrit un essai. L'Irlande termine en deuxième position derrière la France qui réalise le Grand Chelem. Il réalise un bon tournoi, lui permettant d'être nommé dans l'équipe type de la compétition.
Début janvier 2023, il est convoqué en équipe d'Irlande par Andy Farrell pour disputer le Tournoi des Six Nations. Il joue les cinq matchs du tournoi en tant que titulaire, marquant deux essais et l'Irlande remporte la compétition en réalisant le Grand Chelem. Il s'agit de son premier titre remporté en avec le XV du Trèfle. Keenan réalise un bon tournoi lui permettant d'être retenu dans l'équipe type de la compétition,.
Fin mai 2023, il est présélectionné dans un groupe de 42 joueurs pour préparer la Coupe du monde 2023 avec son pays,.
En janvier 2024, il est sélectionné pour le Tournoi des Six Nations.
Début mai 2025, il est convoqué pour la tournée des Lions britanniques et irlandais en Australie. Il honore sa première sélection avec cette équipe face à l'Australie le 19 juillet suivant.

## Palmarès

### En province
- Leinster
  - Vainqueur de la Coupe d'Europe en 2018.
  - Vainqueur du Pro14/United Rugby Championship en 2018, 2019, 2020, 2021 et 2025.
  - Finaliste de la Coupe d'Europe en 2019, 2022, 2023 et 2024.

### En sélection nationale
- Irlande
  - Vainqueur du Tournoi des Six Nations en 2023 (Grand Chelem) et 2024.

### Distinctions personnelles
- Membre de l'équipe type du Tournoi des Six Nations en 2022 et 2023.